# 默瑟縣 (肯塔基州)
默瑟縣（英語：Mercer County）是美國肯塔基州中部的一個縣。面積656平方公里。根據美國2000年人口普查，共有人口20,817人。縣治哈羅茲堡 (Harrodsburg)。
成立於1785年。縣名紀念紀念在美國獨立戰爭普林斯頓戰役中戰死的休·默瑟准將 (Hugh Mercer)。本縣為一禁酒的縣。